# Big Girl (You Are Beautiful)
"Big Girl (You Are Beautiful)" é o quarto single do álbum de estréia, Life in Cartoon Motion do cantor Mika.

## Lançamento
Foi uma das músicas de Mika que mais fizeram um sucesso consideravel chegando assim ao #9 nas paradas músicais do Reino Unido desde que foi lançada em 23 de julho de 2007.

## Tema
| “ | Eu estava voando para Los Angeles no dia seguinte e eu nunca consigo dormir porque eu odeio voar muito de avião. Então eu estava assistindo televisão e eram duas horas da madrugada e passava um documentário da Victoria Wood no Channel 4. Era sobre pessoas gordas nos Estados Unidos e ela visitou um clube chamado The Butterfly Lounge um bar para mulheres gordas. As mulheres eram incríveis e eu absolutamente senti que deveria escrever sobre elas. Desliguei a televisão e escrevi a letra imediatamente. Nunca esperei isso no álbum, mas algumas semanas depois gravamos e agora está lá. Essa é uma das minhas faixas favoritas e é brilhante para tocar ao vivo. Todo mundo canta junto comigo! | ” |

A canção apresenta um Afro-pop inspirado em guitarras.
Esta canção é destaque na Ubisoft pelo videogame Just Dance 2 para o Nintendo Wii.
Mika regravou a música como tema promocional para a segunda temporada da série Ugly Betty, mas com letras alterada para "Hey Betty, you are beautiful" em seu começo.
| “ | Betty é um ícone da moda real e devemos idolatrar alguém como ela, indivíduos genuínos que são fiéis à sua origem. O mesmo afirmou que foi uma honra ter sido convidado para cantar na série. | ” |

## Clipe
O vídeo foi filmado em 19 de maio de 2007 e começa com Mika saindo de uma barbearia e logo depois apresenta várias mulheres curvilíneas andando ao lado de Mika pelas ruas Croydon high street e Surrey Street Market em espartilhos e vestidos. No final do vídeo mostra um encontro das mesmas mulheres curvilíneas fazendo o que seria uma festa ao som da música com vários guarda-chuvas.

## Crítica
A canção recebeu em sua maioria críticas mistas.
Graham Griffith do About.com disse que a música passa um sentimento admirável e os sites BBC Music e Pitchfork acreditam que a canção seja um hino otimista de auto-estima.
John Murphy do portal musicOMH alegou que a música é irritante da maior forma possível.

## Lista de músicas
UK CD Single
1. "Big Girl (You Are Beautiful)" - 4:10
2. "Instant Martyr"
3. "Sweet Dreams (Are Made Of This)" (Live)
4. "Big Girl (You Are Beautiful)" (Tom Middleton Remix) - 5:52

Limited Edition 7" Single
1. "Big Girl (You Are Beautiful)" - 4:10
2. "Standing In The Way Of Control" (Live) (From Radio 1's Big Weekend)

UK 12" Vinyl
1. "Big Girl (You Are Beautiful)" (Tom Middleton Remix) - 5:52
2. "Big Girl (You Are Beautiful)" (Bonde Do Role Remix) - 3:48
3. "Big Girl (You Are Beautiful)" (Lo-Fi-Fnk Remix) - 6:12
4. "Big Girl (You Are Beautiful)" (Hick Nurdman Remix) - 5:44